# Hotell Borgafjäll

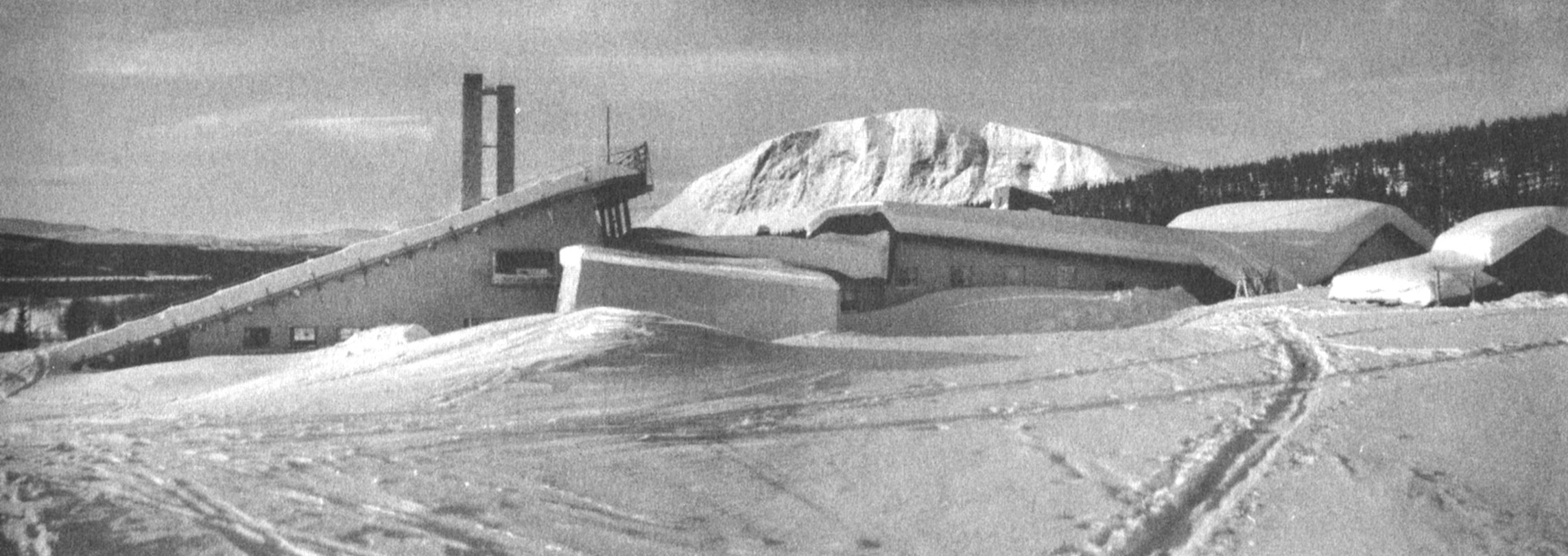
Hotell Borgafjäll på 1950-talet. Det stora taket till vänster fungerar som skidbacke.

Hotell Borgafjäll är en hotellanläggning i Borgafjäll i Dorotea kommun som ritades av Ralph Erskine 1948 och invigdes 1955. 

## Arkitektur
Hotell Borgafjäll är Ralph Erskines första verk av större betydelse där han visar sin känsla för den kärva fjällterrängen.
Turisthotellanläggningen Borgafjäll ritade Erskine i 33-årsåldern tillsammans med bland annat sin nära partner Aage Rosenvold. Här demonstrerade Erskine tidigt sin förkärlek för naturen och att bevara den orörd så långt som möjligt. Byggnaden uppfördes med material från platsen och utformades så att det anpassades och integrerades i omgivningen.  Byggnadens takfall och konturer anknyter till de omgivande fjälltopparna. En uppmärksammad detalj var att det stora taket fungerade som skidbacke på vintern, när snön band ihop taket med marken. 
Som byggnadsmaterial dominerar grovsågad furu, natursten, tegel som framställdes i närheten och telegrafstolpar. Taken var ursprungligen täckta med gräs. Gestaltningen av hotellet påminner om Frank Lloyd Wrights ökenhem Taliesin West i Arizona från 1938. Båda arkitekter gav sina byggnader en skulptural effekt.